# Sabine Reh

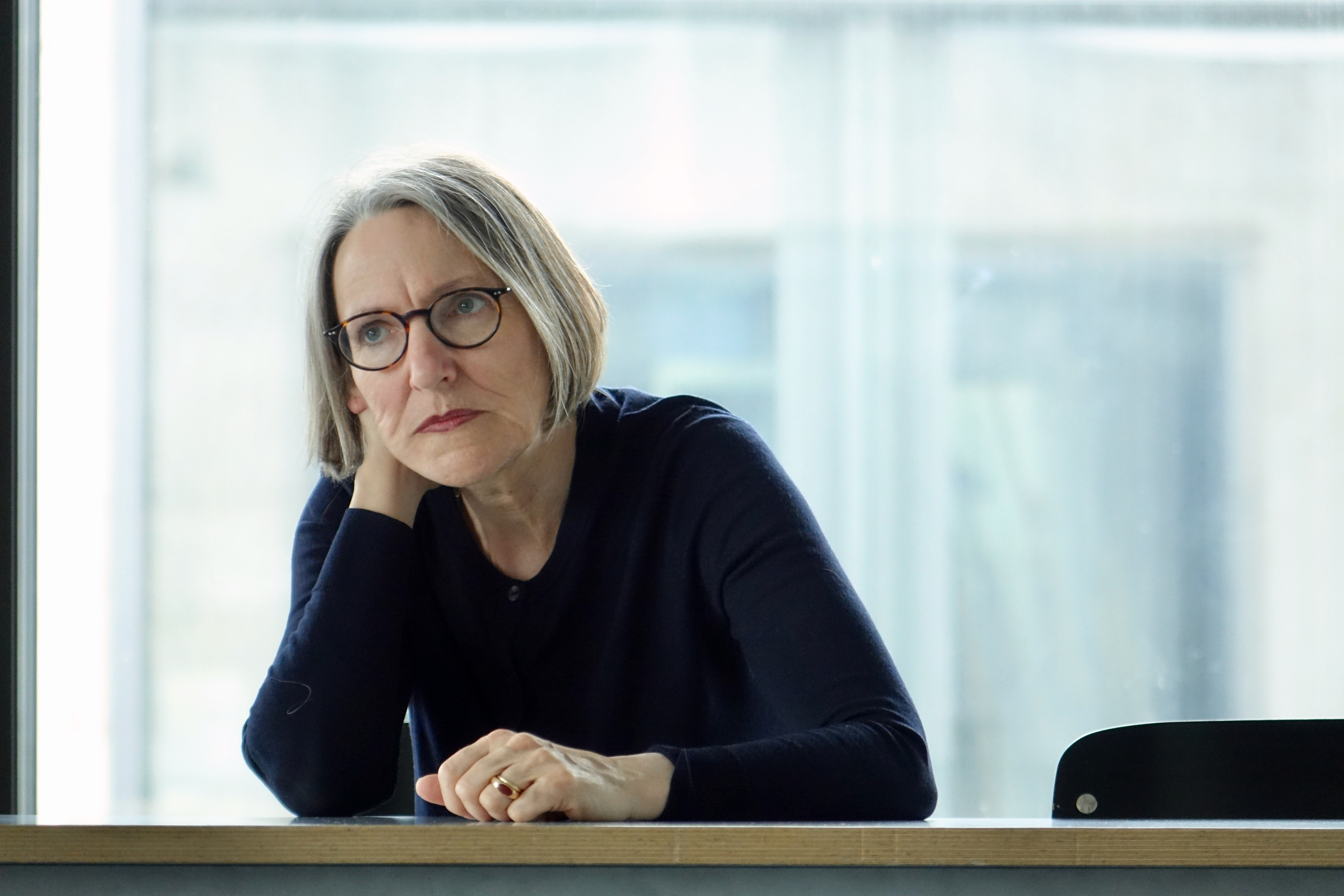
Sabine Reh, Zürich, 2022

Sabine Reh (* 28. November 1958 in Zeven) ist eine deutsche Pädagogin. Sie ist Professorin für Historische Bildungsforschung an der Humboldt-Universität zu Berlin und Direktorin der BBF | Bibliothek für Bildungsgeschichtliche Forschung des Leibniz-Instituts für Bildungsforschung und Bildungsinformation.

## Biographie
Sie studierte Germanistik, Geschichte und Erziehungswissenschaft an der Justus-Liebig-Universität Gießen und der Universität Hamburg und schloss 1985 das Studium mit dem 2. Staatsexamen für das Lehramt an Gymnasien ab. Darauf folgten bis 1992 Tätigkeiten als Lehrerin in Fortbildungsmaßnahmen für Arbeitslose, als Lehrerin der staatlich anerkannten Berufsfachschule für Heilerziehungspflege in den Vorwerker Heimen in Lübeck (Diakonie), als Referentin für den gesellschaftswissenschaftlichen Fächerbereich in der Sekundarstufe II im Pädagogischen Landesinstitut Brandenburg und als Referentin in der Grundsatzabteilung des Ministeriums für Bildung, Jugend und Sport des Landes Brandenburg. 1992 erfolgte die Promotion an der Universität Hamburg. Anschließend war Reh hier von 1993 bis 2002 wissenschaftliche Assistentin am Institut für Schulpädagogik. Im Jahr 2002 erlangte sie ihre Habilitation. Von 2001 bis 2002 vertrat Reh die C3-Professur für Schulpädagogik an der Hochschule Vechta und war von 2002 bis 2003 Professorin für Schulpädagogik/Schulentwicklung an der Pädagogischen Hochschule Freiburg. Sie wechselte dann auf die C3-Professur für Pädagogik der Sekundarstufen/Schulentwicklung an der Westfälischen Wilhelms-Universität Münster, an der sie ab 2003 ein Jahr lang tätig war. 2004 wurde sie auf die Professur für Allgemeine und Historische Erziehungswissenschaft (C4) an der Technischen Universität Berlin berufen, die sie bis 2012 innehatte. Seit Oktober 2012 ist Reh Professorin für Historische Bildungsforschung an der Humboldt-Universität zu Berlin und Direktorin der Bibliothek für Bildungsgeschichtliche Forschung am Leibniz-Institut für Bildungsforschung und Bildungsinformation. Von September bis November 2018 war sie im Rahmen eines Gastaufenthalts als Professeur Invité an der École normale supérieure de Lyon tätig. Im November 2019 wurde sie zudem zur stellvertretenden geschäftsführenden Direktorin des DIPF berufen.
Sabine Reh ist Mitherausgeberin verschiedener Fachzeitschriften und Fachbuchreihen, u. a. des Jahrbuchs für Historische Bildungsforschung, der Zeitschrift für Pädagogik, der Reihe Pädagogische Fallanthologien sowie Studia Educationis Historica/Bildungsgeschichtliche Studien/Studies in the History of Education/Estudios de Historia de la Educación.
Sie ist Mitglied in Fachgesellschaften und Beiräten, darunter in der Deutschen Gesellschaft für Erziehungswissenschaften (DGfE), in der Reh von 2010 bis 2016 einen Posten im Vorstand bekleidete und seit 2019 Mitglied des Beirats der Sektion "Historische Bildungsforschung" ist. Seit 2020 ist sie ständiges Mitglied des Arbeitskreises „Sozialdaten und Zeitgeschichte“ bei der Werner Reimers Stiftung, Bad Homburg. Bis 2022 leitete sie außerdem als Vorsitzende den wissenschaftlichen Beirat des Georg-Eckert-Institut – Leibniz-Institut für internationale Schulbuchforschung. Zudem ist Sabine Reh als Gutachterin für verschiedene Kommissionen in Akkreditierungsverfahren und bei universitären Berufungskommissionen tätig.
Mitte Juni 2024 forderte Reh mit mehreren tausend weiteren Professoren und Dozenten den Rücktritt der Bildungs- und Forschungsministerin Bettina Stark-Watzinger aufgrund ihrer Erwägungen zur Kürzung von Forschungsmitteln für Hochschulangehörige, die sich zuvor gegen die Räumung eines propalästinensischen Protestcamps ausgesprochen hatten.

## Forschung
Zu ihren Forschungsschwerpunkten zählen neben der Historischen Bildungsforschung (hier insbesondere Kultur- und Sozialgeschichte pädagogischer Institutionen, Professionen und Diskurse) die Geschichte des (Fach-)Unterrichts, die Historische Epistemologie, die Ethnographie pädagogischer Ordnungen und Praktiken, die Theorie und Methodologie historischer und rekonstruktiv-hermeneutischer Bildungsforschung (E-Humanities) sowie die Auseinandersetzung mit Institutionen und Wissenspraktiken im pädagogischen Feld nach 1945. Diese Forschungsinteressen verfolgte Reh oftmals innerhalb von größeren Forschungsprojekten, gefördert durch das Bundesministerium für Bildung und Forschung (BMBF), die Deutsche Forschungsgemeinschaft (DFG) und das Deutsche Institut für Internationale Pädagogische Forschung (DIPF).
Konkret hat sich Reh in mehreren Projekten mit der Einrichtung der Ganztagsschule beschäftigt und hier Ausarbeitungen zu Praktiken, Ordnungen und Unterrichtstechnologien vorgelegt. Damit war sie eine der ersten, die ethnographisch orientierte Methoden für die Erziehungswissenschaft großflächig nutzbar machte. Hier zugehörige Projekte waren z. B. „Kooperative Entwicklungspartnerschaft zweier Ganztagsgrundschulen (KEG)“, das Projekt „Lernkultur- und Unterrichtsentwicklung an Ganztagsschulen“ (LUGS) und „Gemeinschaft und soziale Heterogenität in Eingangsklassen reformorientierter Sekundarschulen (GemSe)“. Ebenfalls ethnographisch, wenngleich methodisch differenzierter, war das Projekt „Anerkennungsverhältnisse an urbanen Grundschulen (AnuG)“.
Weiterhin hat Reh sich breit der Quellensorte der Schülerzeitung zugewendet und diese im Rahmen des Projektes „Schülerzeitschriften der 1950er und 1960er Jahre in der Bundesrepublik Deutschland: Artefakte gymnasialer Schulkulturen und ihr Bedeutungswandel (PAUSE)“ als Gattung und zeithistorisches Dokument für die BRD ausgewertet. Im Projekt „Aufmerksamkeit. Geschichte – Theorie – Empirie“ arbeitete sie das Konzept der „Aufmerksamkeit“ historiografisch auf und ermöglichte hierdurch ein besseres Verständnis der vergangenen Schulwirklichkeit wie auch maßgeblicher Transformationen im Bereich der Unterrichtsführung.
In jüngerer Vergangenheit war Reh an der Aufarbeitung der Möglichkeitsbedingungen sexueller Gewalt in pädagogischen Kontexten im Rahmen des Projekts „Institutionelle Risikokonstellationen sexueller Gewalt in familialisierten pädagogischen Kontexten (IRiK)“ beteiligt. Weiterhin setzte sie sich mit institutionellen Veränderungsprozessen des Schulsystems auseinander. Dies betrieb sie in doppelter Ausrichtung: Im Rahmen ihrer Arbeit im Projekt „Schule im Wandel V (SchiWa V)“ ging sie Möglichkeitsbedingungen der erfolgreichen Implementierung von Schulveränderungsimpulsen nach. Ebenfalls diesem Sektor ist die Forschung zur Einführung der Ganztagsschule zuzuordnen, maßgeblich betrieben im Projekt „Ideen, Akteure, Wissen – Gesamtschule in Hessen am Beispiel des Flächenversuchs Wetzlar von den 1970er Jahren bis zur Gegenwart“.

## Schriften
Die Einbindung in verschiedene Forschungsfelder der Erziehungswissenschaft spiegelt sich auch in den Publikationen Sabine Rehs wider, die sie zumeist in Publikationsteams erarbeitet und veröffentlicht. In ihren allein verantworteten Schriften setzte sie sich im Rahmen ihrer Promotionsschrift „Man gibt uns Unterricht statt Brot“. Arbeitslosenbildung zwischen Arbeitsmarktpolitik und Wohlfahrtspflege in Hamburg 1914–1933 (1995) mit dem Thema der Arbeitslosenbildung auseinander und entwarf hier eine Typologie der verschiedenen Typen und Funktionen von Arbeitslosenbildung am Beispiel der Stadt Hamburg. Die Promotionsschrift wurde von Klaus-Jürgen Tillmann (Universität Hamburg) betreut und durch ein Stipendium der Hans-Böckler-Stiftung gefördert. In ihrer Habilitationsschrift aus dem Jahre 2003 mit dem Titel Berufsbiographische Texte ostdeutscher Lehrer und Lehrerinnen als "Bekenntnisse": Interpretationen und methodologische Überlegungen zur erziehungswissenschaftlichen Biographieforschung untersucht Reh – ausgehend von der Umbruchssituation der deutschen Wiedervereinigung – den Zusammenhang zwischen institutionellem Wandel und biographischer Bearbeitung der individuell erlebten Folgen dieses Wandels. Zentrales Ergebnis hier ist die methodische Reflexion des biographischen Forschungsansatzes. In der Studie gelang es Reh bestehende Deutungsmuster zur pädagogischen Professionalität zu identifizieren und zu gruppieren. Rehs Habilitation ist im Bereich der Allgemeinen Erziehungswissenschaft und Schulpädagogik angesiedelt und wurde durch ein Habilitanden-Stipendium der Deutschen Forschungsgemeinschaft (DFG) gefördert.
Zu den Herausgeberschaften und Monographien kommt noch eine Vielzahl weiterer Bearbeitungen von Thementeilen und Schwerpunkten in verschiedensten Fachzeitschriften hinzu. Die aktuelle Publikationsliste befindet sich auf der Homepage von Sabine Reh auf den Seiten des DIPF.

## Publikationen (Auswahl)
- „Man gibt uns Unterricht statt Brot“. Arbeitslosenbildung zwischen Arbeitsmarktpolitik und Wohlfahrtspflege in Hamburg 1914–1933. Ergebnisse, Hamburg 1995.
- Von der „Idioten-Anstalt“ zu den Vorwerker Heimen. Schmidt-Römhild, Lübeck 1997.
- mit E. Arnold, J. Bastian, A. Combe und C. Schelle: Schulentwicklung und Wandel der Pädagogischen Arbeit. Zur Arbeitssituation, Belastung und Professionalisierung von Lehrerinnen und Lehrern in Schulentwicklungsprozessen. Bergmann und Helbig, Hamburg 2000.
- Berufsbiographische Texte ostdeutscher Lehrer und Lehrerinnen als „Bekenntnisse“. Interpretationen und methodologische Überlegungen zur erziehungswissenschaftlichen Biographie-forschung. Klinkhardt, Bad Heilbrunn/Obb. 2003.
- mit U. Popp: Schule forschend entwickeln. Juventa, Weinheim/München 2004.
- mit K. Rabenstein: Kooperatives und selbstständiges Arbeiten von Schülern. Zur Qualitätsentwicklung von Unterricht. Springer VS, Wiesbaden 2007, doi:10.1007/978-3-531-90418-4.
- mit J. Bastian, W. Helsper und C. Schelle: Professionalisierung im Lehrerberuf. Von der Kritik der Lehrerrolle zur pädagogischen Professionalität. Leske und Budrich, Opladen 2000.
- mit F.-U. Kolbe, B. Fritzsche, T.-S. Idel und K. Rabenstein: Ganztagsschule als symbolische Konstruktion. Fallanalysen zu Legitimationsdiskursen in schultheoretischer Perspektive. Springer VS, Wiesbaden 2009, doi:10.1007/978-3-531-91354-4.
- mit C. Schelle und K. Rabenstein: Unterricht als Interaktion. Klinkhardt, Bad Heilbrunn 2010.
- mit W. Thole, M. Baader, W. Helsper, M. Kappeler, M. Leuzinger-Bohleber, U. Sielert und C. Thompson: Sexualisierte Gewalt, Macht und Pädagogik. Barbara Budrich, Opladen/Berlin/Toronto 2012, doi:10.1007/978-3-531-19095-2.
- mit H. de Boer: Beobachtung in der Schule – Beobachten lernen. Springer VS, Wiesbaden 2012, doi:10.1007/978-3-531-18938-3.
- mit A. Tervooren, N. Engel, M. Göhlich und I. Miethe (Hrsg.): Ethnographie und Differenz in pädagogischen Feldern. Internationale Entwicklungen erziehungswissenschaftlicher Forschung. Transcript, Bielefeld 2014, doi:10.14361/transcript.9783839422458.
- mit H.-P. Füssel (Hrsg.): Recht und moderne Schule. Beiträge zu ihrer Geschichte. Klinkhardt, Bad Heilbrunn 2014.
- mit T. Hascher, T.-S. Idel, W. Thole und K.-J. Tillmann (Hrsg.): Bildung über den ganzen Tag. Forschungs- und Theorieperspektiven der Erziehungswissenschaft. Barbara Budrich, Opladen/Berlin/Toronto 2015.
- mit U. Gebhard, M. Hummrich und K. Rabenstein (Hrsg.): Dinge, Wissen, Fachkulturen: Die Materialitäten in Unterricht und Schule. In: Zeitschrift für interpretative Schul- und Unterrichtsforschung (ZISU). Jahrgang 4, 2015, online: https://www.budrich-journals.de/index.php/zisu/article/view/21311/18606
- mit B. Fritzsche, T. Idel und K. Rabenstein (Hrsg.): Lernkulturen: Rekonstruktion pädagogischer Praktiken an Ganztagsschulen. Springer VS, Wiesbaden 2015 (= Schule und Gesellschaft. Band 47). doi:10.1007/978-3-531-94081-6.
- mit K. Berdelmann und J. Dinkelaker (Hrsg.): Aufmerksamkeit: Zur Geschichte, Theorie und Empirie eines pädagogischen Phänomens. Springer VS, Wiesbaden 2015, doi:10.1007/978-3-531-19381-6.
- mit W. Keim und U. Schwerdt: Reformpädagogik und Reformpädagogik – Rezeption in neuer Sicht. Perspektiven und Impulse. Klinkhardt, Bad Heilbrunn 2016.
- mit S. Blömeke, M. Caruso, U. Salaschek und J. Stiller: Traditionen und Zukünfte. Beiträge zum 24. Kongress der Deutschen Gesellschaft für Erziehungswissenschaft (DGfE). Barbara Budrich, Opladen/Berlin/Toronto 2016.
- mit D. Wilde, Denise: Die Materialität des Schreiben- und Lesenlernens. Zur Geschichte schulischer Unterweisungspraktiken seit der Mitte des 18. Jahrhunderts. Klinkhardt, Bad Heilbrunn 2016.
- mit E. Glaser, B. Behm und T. Drope: Wissen machen. Beiträge zu einer Geschichte erziehungswissenschaftlichen Wissens in Deutschland zwischen 1945 und 1990 (= Zeitschrift für Pädagogik, 63. Beiheft). Beltz, Weinheim/Basel 2017.
- mit N. Ricken: Leistung als Paradigma. Zur Entstehung und Transformation eines pädagogischen Konzepts. Springer VS, Wiesbaden 2018, doi:10.1007/978-3-658-15799